# カルヴァジェーゼ・デッラ・リヴィエーラ
カルヴァジェーゼ・デッラ・リヴィエーラ（伊: Calvagese della Riviera）は、イタリア共和国ロンバルディア州ブレシア県にある、人口約3,600人の基礎自治体（コムーネ）。

## 地理

### 位置・広がり

#### 隣接コムーネ
隣接するコムーネは以下の通り。
- ベディッツォーレ
- ロナート・デル・ガルダ
- ムスコリーネ
- パデンゲ・スル・ガルダ
- ポルペナッツェ・デル・ガルダ
- プレヴァッレ
- ソイアーノ・デル・ラーゴ

### 地震分類
イタリアの地震リスク階級 (it) では、2 に分類される
。